# Isodictyidae
Isodictyidae is een familie van sponsdieren uit de klasse van de Demospongiae (gewone sponzen).

## Geslachten
- Coelocarteria Burton, 1934
- Isodictya Bowerbank, 1864